# Klapa s Mora
Klapa s Mora, tidigare Super Klapa, är en kroatisk musikgrupp som består av sex manliga medlemmar.

## Karriär

### Eurovision Song Contest 2013
Den 11 februari 2013 blev det klart att gruppen skulle representera Kroatien i Eurovision Song Contest 2013 som hölls i Malmö i Sverige, detta efter att man valts ut internt av HRT. Där framförde de låten "Mižerja". Då gruppen sattes ihop hade de inget officiellt namn, utan gick under beteckningen Super Klapa. Då deras bidrag släpptes i helhetsversion den 27 februari 2013 meddelades det också att gruppen kommer heta Klapa s Mora i sin tävlan i Eurovision Song Contest 2013. Gruppen tävlade i den första semifinalen av ESC men gick inte vidare till final.

## Medlemmar
Gruppens sex medlemmar kommer från fem olika klapa-grupper.
- Marko Škugor från gruppen Kampanel - första tenor
- Ante Galić från gruppen Sinj - andra tenor
- Nikša Antica från gruppen Kampanel - första baryton
- Leon Bataljaku från gruppen Crikvenica - andra baryton
- Ivica Vlaić från gruppen Sebenico - basstämma
- Bojan Kavedžija från gruppen Grdelin - basstämma

## Diskografi

### Singlar
- 2013 - "Mižerja"